# FOXネットワークス・グループ
FOXネットワークス・グループ（Fox Networks Group、略称：FNG）は、かつては21世紀フォックスのテレビネットワーク事業部門であり、現在は2019年に同社を買収した、ウォルト・ディズニー・カンパニーの子会社で、ディズニー・エンターテインメントに所属している。
同社は、300以上のエンターテイメント、映画、スポーツ、ドキュメンタリーチャンネルを45言語で制作および配信している。Fox、Fox Sports、Baby TVなど、いくつかのブランドを使用して、ヨーロッパ、中東、アフリカ、アジア（2021年2月22日にStarにブランド変更されるまで、ラテンアメリカでも放送）で展開されている。

## 部門
ここでは、21世紀フォックスがウォルト・ディズニー・カンパニーに買収される前の部門構成を記す。

### FOXテレビジョングループ
- フォックス放送
- FOXスポーツ
- FOXテレビジョン・ステーションズ
- マイネットワークTV

### FOXケーブルネットワークス
- FXネットワークス
  - FX
  - FXX
  - FXM
- FOXニュースグループ
  - FOXニュース
  - フォックス・ビジネス
- FOXスポーツメディアグループ
  - FOXスポーツネット
  - FOXスポーツ1
- ナショナル ジオグラフィック・パートナーズ
  - ナショナル ジオグラフィック
  - ナショジオ ワイルド
- Baby TV

## 21世紀フォックスの買収後
2019年3月20日に、親会社の21世紀フォックスがウォルト・ディズニー・カンパニーに買収された。FOXネットワークス・グループのうち、以下はウォルト・ディズニー・テレビジョンへと再編。
- 20世紀フォックステレビジョン
- FXネットワークス
- ナショナル ジオグラフィック・パートナーズ

21世紀フォックスの法人自体はフォックス・コーポレーションとして新たに発足し、上記の三社を除く企業の米国内ユニットのみを引き継いだ。ディズニー社が既にABCやESPNの大部分を所有していたことから、米国内でのテレビネットワーク事業の寡占が懸念されたためである。
一方、米国外ユニットは全てそのまま残った。こうしてFOXネットワークス・グループは米国外に特化した企業となり、現在はディズニー社における海外担当部門のディズニー・エンターテインメントに組み込まれた。

## 日本法人
日本では、かつて日本法人のFOXネットワークス株式会社が2つのチャンネルを運営していた。

### 沿革
- 1998年（平成10年）
  - 2月9日 - ニューズ・コーポレーション（後の21世紀フォックス）が設立したCS放送プラットフォーム「JスカイB」（現・スカパー!プレミアムサービス・スカイサービス）の委託放送事業者としてニューズ・ブロードキャスティング・ジャパン株式会社（NBJ）を設立。
  - 6 - 7月 - FOXチャンネル、FOXニュース、FOX ファミリー、スタープラス/アジアTV、Channel [V]放送開始（FOXチャンネル以外は放送終了。詳細は下記参照）。
- 2001年（平成13年）12月1日 - FOXニュース/ナショナル・ジオグラフィック・フォックス（現・ナショナル ジオグラフィック）放送開始。
- 2005年（平成17年）12月14日 - FOXライフ HD（のちにFOXライフ）、ケーブルテレビで配信開始。
- 2006年（平成18年）10月1日 - 「サスペンスシアター FOXCRIME」放送開始。
- 2007年（平成19年）4月1日 - IMAGICAティーヴィ（現・WOWOWプラス）より「ホラーTV（現・FOXムービー）」の運営を承継。
- 2008年（平成20年）
  - 4月1日 - ダイネン企画より「GLC24時間英会話ch」の事業を承継、「Baby TV こどもえいごチャンネル（現・Baby TV）」放送開始。
  - 8月1日 - 「FOX HD」を一部のケーブルテレビ局で配信開始。
  - 9月 - BSデジタル放送事業実施を目指し、完全子会社のビーエスFOXを設立。
  - 10月1日 - FOXインターナショナル・チャンネルズ株式会社に社名変更。スカパー!で「FOXライフ」の放送開始（委託放送事業者はジャパンイメージコミュニケーションズ）。スカパー!HDで「FOX HD」の放送開始。
- 2009年（平成21年）
  - 4月1日 - スカパー!e2（現・スカパー!）で「FOXプラス」放送開始。ひかりTVで「ナショナル ジオグラフィック チャンネル HD」の放送開始。また、BS11デジタルで「FOX11」（月曜 - 水曜23:00 - 25:00）放送開始。
  - 10月1日 - 「FOXライフ」の放送事業者を当社に変更。スカパー!HDで「FOXCRIME HD」、「FOXライフ HD」、「ナショナル ジオグラフィック チャンネル HD」の放送開始。NBCユニバーサルグローバル・ネットワークス・ジャパンから「SCI FI（現・ユニバーサル チャンネル）」の運営を受託。
- 2010年（平成22年）2月1日 - BS11デジタル「フォックス11」にて、当社がCS放送で放送するTVドラマの第1話を先行して放送する「FOXプレミア」（月曜23:00 - 24:00）を放送開始。
- 2011年（平成23年）
  - 9月30日 - 「FOXライフ」、「FOXライフ HD」放送終了。
  - 10月1日 - 「ナショジオ ワイルド」、「ナショジオ ワイルド HD」、FOX bs238（現・FOXスポーツ&エンターテイメント）の放送を開始。
- 2012年（平成24年）9月30日 - 「FOXプラス」放送終了。（2012年10月1日より「FOXムービー プレミアム」にチャンネル名称を変更）
- 2013年（平成25年）
  - 3月26日 - スカパー!にて「FOX」の画角情報を、16:9フルサイズのSD放送に移行。
  - 3月31日 - 「ユニバーサル チャンネル」放送終了。
  - 4月1日 - スカパー!にて「ナショナル ジオグラフィック チャンネル」の衛星基幹放送事業者をハリウッドムービーズからビーエスFOXに変更し、翌日より、16:9の画角情報を付加し、フルサイズのSD放送を開始。
- 2014年（平成26年）
  - 1月28日 - スカパー!にて「FOXムービー プレミアム」の画角情報を、16:9フルサイズのSD放送に移行。
- 2015年（平成27年）
  - 8月1日 - 「サスペンスシアター FOXCRIME」が「FOXクラシック 名作ドラマ」にチャンネル名称を変更。
- 2016年（平成28年）
  - 3月31日 - スカパー!にて「FOXムービー プレミアム」の放送を終了。[4]
  - 4月1日 - FOXネットワークス株式会社に社名変更。「FOXムービー プレミアム」が「FOXムービー」に名称を再変更。
  - 11月15日 - 「ナショナル ジオグラフィック チャンネル」が「ナショナル ジオグラフィック」に名称を変更。
- 2018年（平成30年）
  - 8月28日 - スカパー!にて「ナショナル ジオグラフィック 未知の自然・宇宙・歴史」の画質が標準画質放送からハイビジョン放送に変更。
  - 9月26日 - スカパー!にて「FOX」の画質が標準画質放送からハイビジョン放送に変更。
  - 9月30日 - 「FOXクラシック 名作ドラマ」放送終了。
- 2020年（令和2年）
  - 3月31日 - 「FOXスポーツ&エンターテイメント」放送終了。
- 2021年（令和3年）
  - 1月31日 - 「FOXムービー」、「ナショジオ ワイルド」およびケーブルテレビ局向けの「Baby TV」放送終了[5]。
  - 9月 - FOXネットワークス株式会社は、FOXネットワークスのTOPページがウォルト・ディズニー・ジャパン株式会社へ移管したことに伴い、解散。

### 運営チャンネル
- FOX（スカパー! Ch.312、スカパー!プレミアムサービス Ch.651）
- ナショナル ジオグラフィック（スカパー! Ch.343、スカパー!プレミアムサービス Ch.675）
  - スカパー!の衛星基幹放送事業者およびスカパー!プレミアムサービスの衛星一般放送事業者は、スカパー・エンターテイメントが行っている。[6]

### 放送終了したチャンネル
- FOXニュース
  - 1997年8月1日 - 2000年3月31日 スカイエンターテイメント（現・ジェイ・スポーツ）により放送
  - 1998年6月1日 ニューズ・ブロードキャスティング・ジャパンによりCh.741にて放送開始
  - 2001年12月1日 FOX NEWS/NATIONAL GEOGRAPHICにチャンネル名変更
  - 2002年8月1日 Ch.740にて「FOX NEWS CHANNEL」放送開始。Ch.741は「ナショナル ジオグラフィック チャンネル」にチャンネル名変更
  - 2004年7月31日 放送終了
- FOXファミリー（スカイサービス Ch.723）
  - 1998年6月1日 放送開始、1999年6月30日 放送終了
- スタープラス/アジアTV（スカイサービス Ch.710）
  - 1998年6月1日 放送開始、1999年6月30日 放送終了
  - ※パーフェクTVサービス（Ch.273）でもスカイエンターテイメントにより放送（1997年5月14日 放送開始、2000年3月31日 放送終了）
- Channel [V]（スカイサービス Ch.732）
  - 1998年7月15日 放送開始
  - 2002年1月 スペースシャワーネットワークに事業承継
  - 2002年3月31日 放送終了
  - 2002年4月1日より、同チャンネルで「スペースシャワーVideo Music Ch.」（現・100%ヒッツ!スペースシャワーTV プラス）放送開始
  - ※パーフェクTVサービス（Ch.350）でもスカイエンターテイメントにより放送（1997年7月1日 放送開始、2000年3月31日 放送終了）
- FOXライフ（スカパー!SD Ch.283）、FOXライフ HD（スカパー!HD Ch.653）
  - 2005年12月14日 FOXライフ（当時のチャンネル名は「FOXライフHD（旧）」）、放送開始
  - 2009年10月1日 FOXライフHD、放送開始
  - 2011年9月30日 放送終了
- FOXプラス（スカパー!（旧・スカパー!e2）Ch.315 衛星基幹放送事業者：シーエス日本）
  - 2009年4月1日 FOXCRIME、FOXムービー、FOXライフの混合編成チャンネルとして放送開始
  - 2011年10月1日 FOXライフの放送終了に伴い、FOXCRIME、FOXムービーの2チャンネル混合編成となる
  - 2012年9月30日 放送終了
- ユニバーサル チャンネル（スカパー!プレミアムサービス（標準画質）Ch.755）、ユニバーサル チャンネル HD（スカパー!プレミアムサービス Ch.648）
  - 2009年10月 NBCユニバーサルグローバル・ネットワークス・ジャパンから「SCI FI（サイファイチャンネル）」の運営を受託
  - 2010年4月1日 チャンネル名を「ユニバーサル チャンネル」に変更
  - 2013年3月31日 放送終了
- FOXムービー プレミアム（スカパー! Ch.229 衛星基幹放送事業者：シーエス日本）
  - 2012年10月1日 放送開始
  - 2016年3月31日 放送終了
- サスペンスシアター FOXCRIME（スカパー!プレミアムサービス（標準画質）Ch.723）、FOXクラシック 名作ドラマ（スカパー!プレミアムサービス Ch.652）
  - 2006年10月1日 放送開始
  - 2009年10月1日 FOXCRIME HD、放送開始
  - 2014年5月31日 スカパー!プレミアムサービス（標準画質）、放送終了
  - 2015年8月1日 チャンネル名を「FOXクラシック 名作ドラマ」に変更
  - 2018年9月30日 放送終了
- FOXスポーツ&エンターテイメント（スカパー! Ch.BS238 衛星基幹放送事業者：ビーエスFOX）、FOXスポーツ&エンターテイメント（スカパー!プレミアムサービス Ch.610）、FOXスポーツ&エンターテイメント（スカパー!プレミアムサービス（標準画質）Ch.738）（旧・FOX bs238）
  - 2011年10月1日 放送開始
  - 2013年2月7日 FOX SPORTS ジャパンの制作によるスポーツ番組をFOXと共同で放送開始
  - 2013年2月23日 スカパー!プレミアムサービスにて放送開始（ハイビジョン放送はCh.610、標準画質はCh.738）
  - 2014年2月1日 チャンネル名を「FOXスポーツ&エンターテイメント」に変更
  - 2014年5月31日 スカパー!プレミアムサービス（標準画質）、放送終了
  - 2020年3月31日 放送終了
- FOXムービー プレミアム（スカパー!プレミアムサービス（標準画質）Ch.318）、FOXムービー（スカパー!プレミアムサービス Ch.624）
  - 2005年10月17日 イマジカ、ホラー映画専門チャンネル「ホラーTV」として放送開始
  - 2007年4月1日 ニューズ・ブロードキャスティング・ジャパン（現・FOXネットワークス）が運営を承継（通称「フォックスホラーTV」）
  - 2009年4月1日 チャンネル名称を「FOXムービー」に変更、SF・ホラー以外の映画も放映
  - 2010年10月1日 FOXムービー HD、放送開始
  - 2012年10月1日 チャンネル名称を「FOXムービー プレミアム」に変更
  - 2014年5月31日 スカパー!プレミアムサービス（標準画質）、放送終了
  - 2016年4月1日 チャンネル名称が「FOXムービー」に戻された
  - 2021年1月31日 放送終了
- ナショジオ ワイルド（スカパー!プレミアムサービス（標準画質）Ch.283）、ナショジオ ワイルド（スカパー!プレミアムサービス Ch.673）
  - 2011年10月1日 放送開始
  - 2014年5月31日 スカパー!プレミアムサービス（標準画質）、放送終了
  - 2021年1月31日 放送終了
- FOXベイビー（旧・Baby TV こどもえいごチャンネル）
  - 2008年4月1日 放送開始
  - 2010年7月1日 「FOXベイビー」（フォックスベイビー）にチャンネル名を変更
  - 2011年6月末日 スカパー!SD Ch.343、放送終了
  - 2021年1月31日 放送終了

### 放送開始名称変更チャンネル
- FOXチャンネル → FOXチャンネル1

### 放送開始構想チャンネル
- FOXチャンネル2
- FOXチャンネル3
- FOXPD
- FOXセレクト
- FOXアクティブ
- FOXティーチャー
- FOXトップ
- FOXラジオ

### 放送開始できなかったチャンネル
- FOXドキュメンタリー
- 茶の湯チャンネル